# 風 (LINDBERGの曲)
「風」（かぜ）は、1998年3月4日に発売されたLINDBERG通算30枚目のシングル。

## 収録曲
1. 風
作詞：渡瀬マキ　作曲：平川達也　編曲：LINDBERG
  - '98 アサヒ バヤリース CF曲
2. girl
作詞：渡瀬マキ　作曲：平川達也　編曲：LINDBERG
3. 風（カラオケ）